# Kals am Großglockner
Kals am Großglockner je obec v Rakousku ve spolkové zemi Tyrolsko v okrese Lienz.
Žije zde 1 240 obyvatel (1. 1. 2011).